# 厄玛奴耳 (阿达玛基斯)

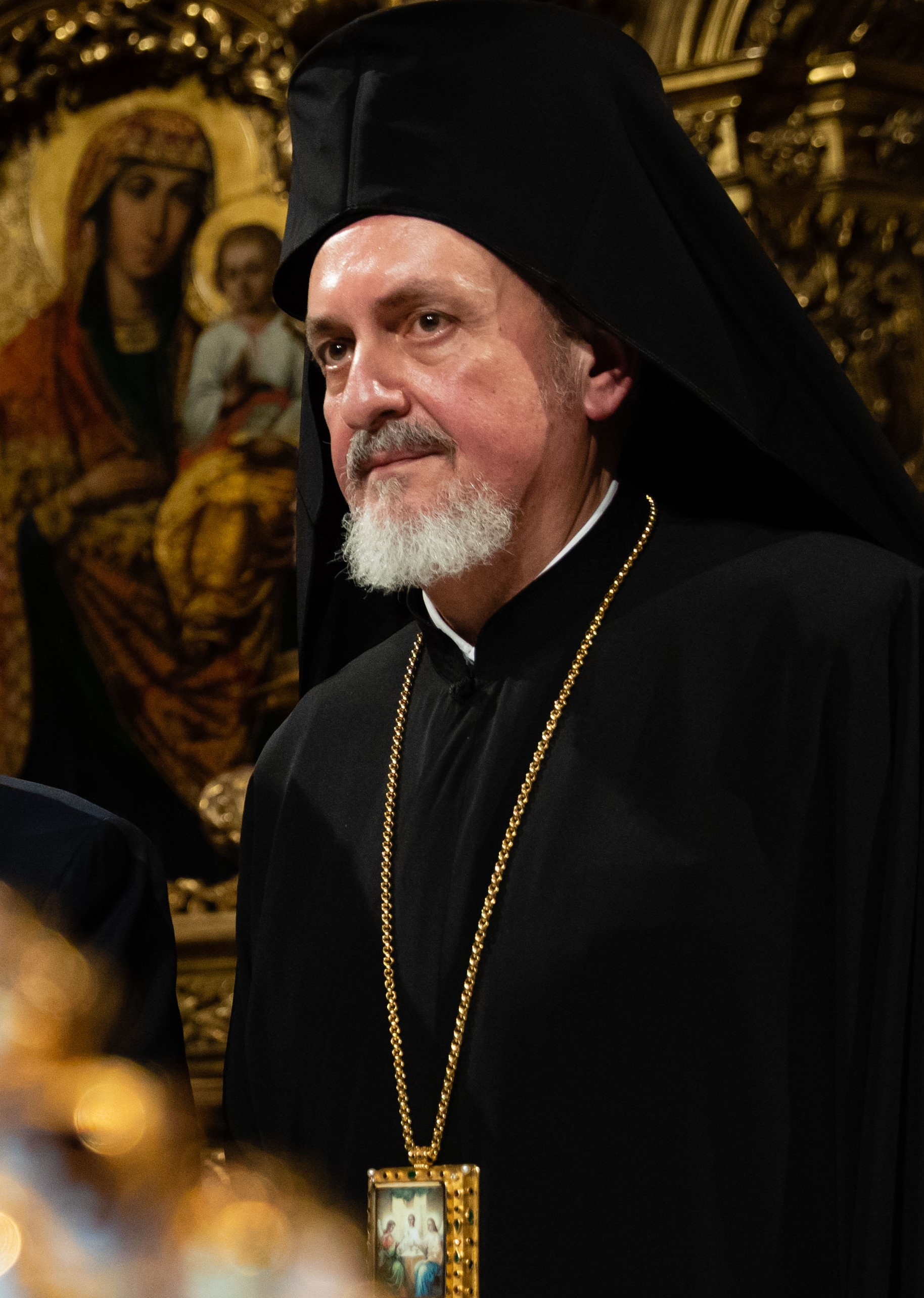
2018年12月15日耶瑪砮伊勒都主教于基辅

耶瑪砮伊勒·阿达玛基斯（希臘語：Εμμανουήλ Αδαμάκης，1958年-）是一名东正教神职人员，自2003年起担任君士坦丁堡普世牧首区法兰西都主教，同时也是督主教之一。他还是法国正教主教会议主席、正教会欧盟联络处处长。2021年2月16日被选为迦克墩都主教。同年3月20日于迦克墩的圣三一教堂就座。
耶瑪砮伊勒出生于希腊克里特岛。毕业于法国圣塞尔吉乌斯正教神学院和索邦大学。1981年，耶瑪砮伊勒受按立为辅祭。1995年，耶瑪砮伊勒晋为掌院。1996年11月，他成为比荷卢教区助理主教。2003年起为君士坦丁堡普世牧首区下法兰西教会的首脑。2010年，荣获法国荣誉军团骑士荣誉。2011年，他获得了希腊荣誉勋章（大指挥官级）。2013年，在科玛纳大主教加布里埃尔去世后，他成为了普世牧首区西欧督主教。在2018年的乌克兰正教会风波中，耶瑪砮伊勒扮演了重要角色。该年10月，他代为宣读了君士坦丁堡教会主教会议有关乌克兰教会的决议。在12月15日于基辅举行的乌克兰教会合一大会上，耶瑪砮伊勒担任了会议主持人。